# USS Alabama (film)
Pour les articles homonymes, voir USS Alabama.
Pour plus de détails, voir Fiche technique et Distribution.
USS Alabama (titre original : Crimson Tide), Marée rouge au Québec et au Nouveau-Brunswick, est un film de guerre américain réalisé par Tony Scott, sorti en 1995.
Mettant en scène une période de troubles politiques dans la fédération de Russie où un dirigeant ultranationaliste menace de lancer des missiles nucléaires sur les États-Unis et le Japon, l'intrigue d'USS Alabama se concentre sur la confrontation — à bord d'un sous-marin nucléaire lanceur d'engins américain — entre le commandant en second Hunter (interprété par Denzel Washington) et son supérieur expérimenté, le commandant Ramsey (Gene Hackman), confrontation due à une interprétation différente d'un ordre de tir de missiles nucléaires.
Le scénario du film se réfère à un incident réel qui s'est déroulé pendant la crise des missiles de Cuba en 1962.
La musique du film, composée par Hans Zimmer, a remporté un Grammy Award pour le thème principal, qui utilise abondamment les synthétiseurs en lieu et place des instruments d'orchestre traditionnels.
Une version longue du film, qui incorporait sept minutes de scènes supprimées, a été diffusée sur DVD en 2006. Lorsque le film a été diffusé sur Blu-ray deux ans plus tard, il a été restauré dans sa version originale.

## Synopsis
En 1995, alors que la rébellion tchétchène s'étend dans le Caucase, la Russie réplique en bombardant massivement les rebelles. En raison des victimes civiles provoquées par ces bombardements intensifs, les États-Unis, la France et la Grande-Bretagne décident de suspendre leur aide internationale à la Russie. Affirmant que cette décision est un « acte de guerre », Vladimir Radtchenko, un leader ultranationaliste russe à la tête d'unités dissidentes de l'armée russe, menace l'ordre international en s'emparant d'une base de missiles nucléaires et d’une base navale de sous-marins situées dans l'est de la Russie, près de Vladivostok.

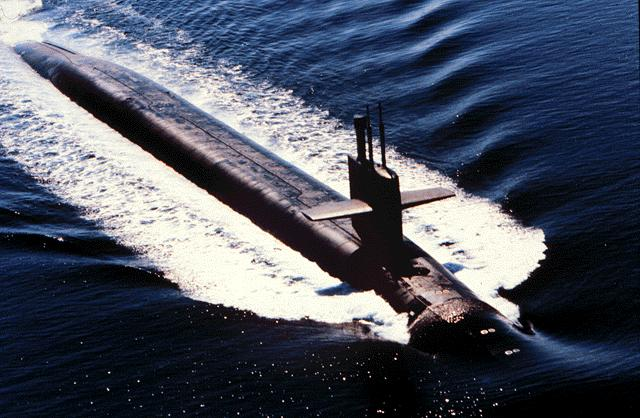
L'USS Alabama (SSBN-731), un sous-marin de la marine américaine mis en service en 1985, est le bâtiment au sein duquel est censé se dérouler l’essentiel de l’action du film.

Placées en état d'alerte DEFCON 4, les forces armées des États-Unis envoient sur la zone plusieurs sous-marins nucléaires lanceurs d'engins de classe Ohio, dont l'USS Alabama. Placé sous les ordres de l'intransigeant commandant Ramsey et assisté de son commandant en second, le lieutenant-commander Hunter, la mission de l’Alabama est de patrouiller le long des côtes russes dans l'océan Pacifique afin de contrer un éventuel lancement de missiles stratégiques de la part des dissidents russes, en ayant recours à une frappe nucléaire préventive contre eux si nécessaire.
Au cours de la patrouille de l’Alabama, un message-flash ordonne au commandant Ramsey de se préparer à tirer les missiles Trident de son bâtiment sur les insurgés russes qui, entre-temps, ont compromis les codes de lancement et commencé à ravitailler leurs silos de missiles. C'est alors qu'un sous-marin d'attaque russe de classe Akula, aux mains des dissidents, arrive sur la zone et engage le combat avec l’Alabama. Mais aucun des vaisseaux ne l'emporte et l'ennemi russe disparaît, le tir d'une torpille masquant sa présence sur les écrans-sonar.
Au cours du combat, l’Alabama perd sa radio de bord mais reçoit tout de même un nouveau message-flash, à propos du précédent ordre de tir, à l'aide de sa bouée-radio de secours. Cependant, la défaillance de celle-ci empêche la retranscription complète du message. C'est alors qu'une divergence d’interprétation apparaît entre le commandant Ramsey et son second Hunter. Pour Ramsey, ce message incomplet est impossible à authentifier : il maintient en conséquence sa décision d'envoyer ses missiles avant que Radtchenko ne le fasse ; pour Hunter en revanche, ce message (impliquant un tir de missiles) ne peut être validé et doit être confirmé afin d'éviter de déclencher par erreur une guerre nucléaire. Le commandant et son second refusant chacun de céder, une violente altercation s’ensuit entre les deux hommes, à l'issue de laquelle Hunter prend le contrôle du bâtiment et place le commandant Ramsey aux arrêts pour avoir contrevenu au règlement de l'US Navy.
Quelque temps plus tard, l'Akula réapparaît et attaque l’Alabama. Hunter parvient à faire détruire le sous-marin ennemi, mais celui-ci a le temps de tirer une dernière salve de torpilles avant son anéantissement, occasionnant d'importants dommages au bâtiment américain. Privé de sa propulsion et faisant eau, l’Alabama commence à sombrer dans les abysses, menaçant d'imploser quand il dépassera sa profondeur maximale autorisée. Pour éviter un désastre, Hunter se voit contraint de faire fermer un compartiment étanche, condamnant quelques marins restés prisonniers à l'intérieur. Finalement, le chef mécanicien réussit à relancer la propulsion. L’Alabama remonte vers la surface, car Hunter veut à tout prix faire confirmer le message-flash incomplet en utilisant l'antenne VLF de secours.
Cependant, des officiers restés fidèles à Ramsey libèrent le commandant puis reprennent le contrôle du navire en faisant usage d’armes. Hunter est à son tour mis aux arrêts par Ramsey, et ce dernier reprend la procédure de tir contre les dissidents russes. Mais Hunter, parvenant à se libérer et accompagné de marins ralliés à sa cause, empêche in extremis le déclenchement des missiles, en s’emparant de la clé de la console de tir, imposant ainsi à Ramsey le statu quo. Après avoir tenté de récupérer la clé par la force, Ramsey laisse finalement quelques minutes à Hunter pour faire vérifier le message-flash tronqué. La radio de bord parvient à être réparée, permettant la retranscription complète du message : le tir de missiles est annulé, les forces dissidentes de Radtchenko ayant capitulé. L'équipage accueille la nouvelle avec soulagement. Peu après, Ramsey, conscient de son erreur, laisse volontairement le commandement du sous-marin à Hunter avant de se retirer dans sa cabine.
De retour à terre, l'affaire est jugée en cour martiale par les autorités de l’US Navy à Pearl Harbor. Après l'audition du commandant Ramsey, le tribunal conclut que les deux principaux officiers du navire avaient à la fois tort et raison. Officieusement, le président du tribunal réprimande les deux hommes pour n'avoir pas su résoudre leur différend, qui a conduit à une mutinerie dans un bâtiment de guerre américain et, plus grave, au viol des procédures de tir nucléaire. Officiellement, il indique que les actions des deux hommes à bord ont été justifiées, et dans le meilleur intérêt des États-Unis. En vertu de quoi, le commandant Ramsey est autorisé à prendre sa retraite anticipée du service actif, avec tous les honneurs, tandis que le commandant Hunter (sur recommandation de Ramsey) est en attente d'un nouveau poste de commandement sur sous-marin.
À la sortie du tribunal, Hunter remercie Ramsey, qui admet de son côté avoir eu tort. Les deux hommes se saluent et se quittent en bons termes.
Un dernier intertitre indique que, à la suite de ce grave incident, la décision de tir nucléaire n'appartient plus à l’état-major supervisant les forces sous-marines mais au président des États-Unis.

## Fiche technique
Sauf indication contraire, les informations mentionnées dans cette section peuvent être confirmées par la base de données cinématographiques IMDb,  présente dans la section « Liens externes ».
- Titre original : Crimson Tide
- Titre français : USS Alabama
- Titre québécois : Marée rouge
- Réalisation : Tony Scott
- Scénario : Michael Schiffer
  - d'après une histoire de Michael Schiffer et Richard P. Henrick
  - avec la participation non créditée au générique de Robert Towne, Steven Zaillian et Quentin Tarantino[2]
- Musique : Hans Zimmer
- Photographie : Dariusz Wolski
- Montage : Chris Lebenzon
- Décors : Michael White
- Costumes : George L. Little
- Direction artistique : James J. Murakami, Dianne Wager et Donald B. Woodruff
- Production : Jerry Bruckheimer et Don Simpson
  - Producteurs délégués : Lucas Foster, Mike Moder et Bill Unger
  - Producteur associé : James W. Skotchdopole
- Sociétés de production : Hollywood Pictures et Don Simpson/Jerry Bruckheimer Films
- Distribution : Buena Vista Pictures (États-Unis), Gaumont Buena Vista International (France)
- Pays de production :  États-Unis
- Langue originale : anglais
- Budget : 53 millions de dollars[3]
- Durée : 116 minutes, 123 minutes (version director's cut)
- Format : couleur (Technicolor) - 2,35:1 - Dolby Digital - 35 mm
- Genre : guerre, action, drame, thriller
- Dates de sortie[4] :
  - États-Unis : 12 mai 1995
  - France : 6 septembre 1995
- Classification :
  - États-Unis : R - Restricted, les personnes de moins de 17 ans doivent être accompagnées d'un adulte[5].
  - France : tous publics (visa d'exploitation CNC no 88105 délivré le 6 septembre 1995[6]).

## Distribution
- Denzel Washington (VF : Emmanuel Jacomy ; VQ : Jean-Luc Montminy) : le lieutenant-commander (équivalent d’un capitaine de corvette) Ron Hunter, commandant en second de l’USS Alabama (executive officer, XO)
- Gene Hackman (VF : Jacques Richard ; VQ : Yvon Thiboutot) : le captain (capitaine de vaisseau) Frank Ramsey, commandant de l’Alabama (commanding officer, CO)
- George Dzundza (VF : Sylvain Lemarié ; VQ : Yves Corbeil) : « Cob » Walters, le « chef » du bateau (chief of the boat (en), COB)
- Matt Craven (VF : Vincent Violette ; VQ : Daniel Picard) : le lieutenant (lieutenant de vaisseau) Roy Zimmer, officier transmissions
- Viggo Mortensen (VF : Renaud Marx ; VQ : Jacques Lavallée) : le lieutenant (lieutenant de vaisseau) Peter « Weps » Ince, responsable de la tranche missiles (weapons officer, WEPS)
- James Gandolfini (VF : Bernard-Pierre Donnadieu ; VQ : Mario Desmarais) : le lieutenant Bobby Dougherty, commissaire aux approvisionnements du bord (supplies officer)
- Rocky Carroll (VQ : Luis de Cespedes) : le lieutenant (lieutenant de vaisseau) Darik Westerguard, officier opérations
- Jaime Gomez (VF : Maurice Decoster) : l'officier de pont Mahoney
- Michael Milhoan (VQ : Jean-Marie Moncelet) : l'officier Hunsicker, chef de quart (chief of the watch)
- Scott Burkholder : l'officier de supervision tactique Billy Linkletter (tactical supervising officer)
- Danny Nucci (VF : Hervé Rey ; VQ : Gilbert Lachance) : le petty officer (maître) Danny Rivetti, superviseur sonar
- Lillo Brancato, Jr (VQ : Olivier Visentin) : le petty officer de 3e classe Russell Vossler, opérateur radio
- Rick Schroder (VQ : Jacques Lussier) : le lieutenant Paul Hellerman
- Steve Zahn (VQ : Alain Zouvi) : le marin William Barnes de l'équipe de maintenance
- Mark Christopher Lawrence (VQ : Bernard Fortin) : le chef cuisinier Rono
- Ryan Phillippe : le marin Grattam
- Daniel von Bargen (VQ : Yves Massicotte) : Vladimir Radchenko, le dirigeant ultranationaliste russe
- Jason Robards (VF : Marc Cassot ; VQ : Hubert Fielden) : le contre-amiral Anderson, président du tribunal militaire à Pearl Harbor (non crédité)
- Eric Bruskotter (VQ : Benoit Rousseau) : le marin Bennefield
- Scott Grimes : le sous-officier Hilaire
- Victor Togunde : un marin
- Richard Valeriani (en) (VQ : Ronald France) : (lui-même) le reporter de CNN sur le porte-avions français Foch
- Vanessa Bell Calloway : Julia Hunter

## Production

### Source d'inspiration
Le scénario du film est en partie inspiré d'événements réels survenus pendant la crise des missiles de Cuba en 1962 à bord du sous-marin soviétique B-59. Le personnage incarné par Denzel Washington est ainsi basé sur le commandant en second soviétique Vassili Arkhipov.

### Écriture
En 1993, plusieurs dirigeants de Hollywood Pictures dont son président Ricardo Mestres, Don Simpson et Jerry Bruckheimer, Tony Scott et les scénaristes Michael Schiffer et Richard Henrick sont invités par l'US Navy à bord de l'USS Florida pour leurs recherches sur le film. La marine américaine a cependant refusé par la suite de participer à la production du film, arguant que le scénario racontait une mutinerie, et qu'il donne donc une mauvaise image de la discipline dans l'armée. La marine nationale française a prêté son concours à la production et est remerciée dans le générique ; ainsi, les premières et les dernières scènes du film sont tournées sur le porte-avions Foch.
Les scénaristes Robert Towne et Steven Zaillian ont été engagés pour quelques réécritures, sans pour autant apparaître au générique. Robert Towne a par exemple écrit la scène « Von Clausewitz ».
Quentin Tarantino a également participé de manière non créditée à l'écriture de quelques dialogues. Le dialogue à propos du Surfer d'argent lui est d'ailleurs régulièrement attribué (l'aspect pop culture de l'échange ressemble en effet beaucoup à son style d'écriture). Il a également donné son nom au personnage Russell Vossler en référence à son ami Rand Vossler.

### Attribution des rôles
Avant d’etre attribué à Gene Hackman, le rôle du commandant Frank Ramsey a été envisagé pour Al Pacino, Tommy Lee Jones et Warren Beatty. Par ailleurs, Val Kilmer s'est vu proposer un rôle inconnu, mais a décliné l'offre.
Dans une interview, Don Simpson a déclaré avoir pensé à Brad Pitt, Andy Garcia et Tom Cruise pour le rôle du commandant en second Hunter, interprété finalement par Denzel Washington.

### Tournage
Pour le tournage en 1994, une passerelle de sous-marin a été reproduite et montée sur une plate-forme mobile. Ce plateau est également utilisé pour simuler l'USS Georgia dans le film Independence Day, sorti un an plus tard.
Les premières et dernières scènes du film sont tournées sur le porte-avions français Foch. Certaines scènes ont ainsi été tournées près de l'île Longue dans le Finistère.
Le reporter Richard Valeriani (en) de CNN, qui apparaît au début et à la fin du film sur le porte-avions Foch, est bel et bien un journaliste, en réalité un ancien correspondant diplomatique de NBC News dans les années 1960 et 1970, qui prête son nom pour le film.

### Musique
Albums de Hans Zimmer
Rangoon
(1995) Neuf mois aussi
(1995)
La musique du film a été composée par Hans Zimmer, qui avait déjà collaboré avec Tony Scott pour Jours de tonnerre (1990) et True Romance (1993). Zimmer a remporté un Grammy Award pour le thème principal, qui utilise abondamment les synthétiseurs en lieu et place des instruments d'orchestre traditionnels.
| Liste des titres | Liste des titres                                 | Liste des titres | Liste des titres | Liste des titres | Liste des titres | Liste des titres | Liste des titres | Liste des titres | Liste des titres |
| No               | Titre                                            | Durée            |                  |                  |                  |                  |                  |                  |                  |
| ---------------- | ------------------------------------------------ | ---------------- | ---------------- | ---------------- | ---------------- | ---------------- | ---------------- | ---------------- | ---------------- |
| 1.               | Mutiny                                           | 8:57             |                  |                  |                  |                  |                  |                  |                  |
| 2.               | Alabama                                          | 23:50            |                  |                  |                  |                  |                  |                  |                  |
| 3.               | Little Ducks                                     | 2:03             |                  |                  |                  |                  |                  |                  |                  |
| 4.               | 1SQ                                              | 18:03            |                  |                  |                  |                  |                  |                  |                  |
| 5.               | Roll Tide / Hymn: Eternal Father, Strong to Save | 7:33             |                  |                  |                  |                  |                  |                  |                  |
| 60:26            |                                                  |                  |                  |                  |                  |                  |                  |                  |                  |

## Sortie et accueil

### Critique
À sa sortie en salles, USS Alabama rencontre une critique majoritairement positive. Sur le site agrégateur de critiques Rotten Tomatoes, le film obtient un score de 88 % d'avis favorables, sur la base de cinquante-et-une critiques collectées et une note moyenne de 7,45/10 ; le consensus du site indique : « Vantant [une intrigue composée de] sensations fortes tendues et quelques dialogues fracassants grâce à un Quentin Tarantino non crédité, [USS Alabama] montre le réalisateur Tony Scott au sommet de son jeu d'action ». Sur Metacritic, le film obtient une note moyenne pondérée de 66 sur 100, sur la base de vingt critiques collectées ; le consensus du site indique : « Avis généralement favorables ».

### Box-office
Lors de son exploitation, USS Alabama rapporte une recette de 159 millions de dollars (159 387 195 $) au box-office mondial pour un budget de production estimé à 53 millions.
En France, sorti dans 353 salles, il réalise 638 643 entrées après quatre semaines d’exploitation.
| Pays ou région    | Box-office      | Date d'arrêt du box-office | Nombre de semaines |
| ----------------- | --------------- | -------------------------- | ------------------ |
| États-Unis Canada | 91 387 195 $    | 5 octobre 1995             | 21                 |
| France            | 638 643 entrées | 3 octobre 1995             | 4                  |
| Total mondial     | 159 387 195 $   | -                          | -                  |

## Distinctions
Source : Internet Movie Database

### Récompenses
- Grammy Awards 1996 : meilleure composition instrumentale écrite pour la télévision ou un film pour le titre Crimson Tide de Hans Zimmer
- BMI Film and TV Awards 1996 : BMI Film Music Award pour Hans Zimmer
- NAACP Image Awards 1996 : meilleur acteur pour Denzel Washington
- Motion Picture Sound Editors Awards 1996 : meilleur montage d'effets sonores et bruitages et meilleur montage sonore des doublages

### Nominations
- Oscars 1996 : nomination à l'Oscar du meilleur montage de son, du meilleur mixage de son et du meilleur montage pour Chris Lebenzon.
- Saturn Awards 1996 : nomination au Saturn Award de la meilleure musique pour Hans Zimmer.
- Eddie Awards 1996 : nomination au prix du meilleur montage de film pour Chris Lebenzon.
- American Society of Cinematographers Awards 1996 : nomination au prix du meilleure photographie pour Dariusz Wolski.
- Cinema Audio Society Awards 1996 : nomination au prix du meilleur mixage son d'un film.
- NAACP Image Awards 1996 : nomination au prix du meilleur film.
- MTV Movie Awards 1996 : nomination au prix du meilleur acteur pour Denzel Washington.

## Autour du film
- Au début du film, deux officiers (incarnés par James Gandolfini et Viggo Mortensen) se questionnent par jeu pour savoir lequel des deux acteurs, Curd Jürgens ou Hardy Krüger, a joué le rôle d'un capitaine allemand dans le film L'Enfer des tropiques (1957). Il s'agit d'une erreur de traduction car dans la version originale, la conversation concerne The Enemy Below, soit Torpilles sous l'Atlantique (1957). La confusion entre les deux films semble venir du titre anglais de L'Enfer des tropiques, qui est Fire Down Below.
- Une séquence du film met en scène une citation du théoricien militaire prussien Carl von Clausewitz, qui dit : « La guerre n'est que le prolongement de la politique par d'autres moyens ». Cette citation devient un sujet de débat, au cours d'une conversation informelle dans le mess des officiers, entre le commandant Ramsey (Gene Hackman) et son second Hunter (Denzel Washington).
- Au cours du film, le commandant en second Hunter départage deux matelots qui se disputent à propos d'un personnage de bande dessinée de Marvel Comics, le Surfer d'argent ; l'un (Rivetti) préfère la version originale dessinée par Jack Kirby, tandis que l'autre (Bennefield) préfère celle dessinée par Jean Giraud, dit Mœbius.